# آریسا کمیا
آریسا کمیا (انگلیسی: Arisa Komiya; ۵ فوریهٔ ۱۹۹۴ – ) بازیگر، و صداپیشه اهل ژاپن بود.